# 1919 au Nouveau-Brunswick
Chronologie du Nouveau-Brunswick
- 1915
- 1916
- 1917
- 1918
- 1919
- 1920
- 1921
- 1922
- 1923

Cette page concerne des événements survenus en 1919 dans la province canadienne du Nouveau-Brunswick.

## Événements
- Obtention du droit de vote pour les femmes.
- 27 octobre : le candidat d'United Farmers Thomas Wakem Caldwell remporte l'élection partielle fédérale de Victoria—Carleton à la suite de la démission de Frank Broadstreet Carvell.

## Décès
- 6 février : Mathias Nadeau, député.
- 17 mai : Valentin Landry, journaliste.
- 11 novembre : George Haddow, député.
- 14 décembre : Olivier Leblanc, député.